# توم هوغو
توم هوغو (بالنرويجية البوكمول: Tom Hugo)‏ هو مغني نرويجي، ولد في 27 أكتوبر 1979 في كريستيانساند في النرويج.

## وصلات خارجية
- توم هوغو على موقع IMDb (الإنجليزية)
- توم هوغو على موقع ميوزك برينز (الإنجليزية)
- توم هوغو على موقع ديسكوغز (الإنجليزية)